# Jesse Levine
Jesse Levine (Ottawa, 15 oktober 1987) is een professioneel tennisspeler uit de Verenigde Staten.
Hij werd geboren en groeide op in Napeal, een buurt in Ottawa, Canada, en is van Joodse oorsprong. Op 13-jarige leeftijd emigreerde zijn familie naar Florida, omdat het warme klimaat beter was voor zijn broer, die aan colitis ulcerosa lijdt.
Tot op heden heeft Levine nog geen ATP-titels in de wacht gesleept, in het dubbelspel is het hem echter wel gelukt eenmaal de finale te bereiken; dat was in 2009 op het ATP-toernooi van Houston. Ook heeft Levine 4 keer een challenger gewonnen, waarvan drie keer in het enkelspel.

## Prestatietabel
| Legenda | Legenda                          |
| ------- | -------------------------------- |
| g.t.    | geen toernooi gehouden           |
| l.c.    | lagere categorie                 |
| –       | niet deelgenomen                 |
| G       | uitgeschakeld in de groepsfase   |
| 1R      | uitgeschakeld in de eerste ronde |
| 2R      | uitgeschakeld in de tweede ronde |
| 3R      | uitgeschakeld in de derde ronde  |
| 4R      | uitgeschakeld in de vierde ronde |
| KF      | uitgeschakeld in de kwartfinale  |
| HF      | uitgeschakeld in de halve finale |
| F       | de finale verloren               |
| W       | het toernooi gewonnen            |
| w-v     | winst/verlies-balans             |

### Prestatietabel grand slam, enkelspel
| Toernooi        | 2007 | 2008 | 2009 | 2010 | 2011 | 2012 | 2013 |
| --------------- | ---- | ---- | ---- | ---- | ---- | ---- | ---- |
| Australian Open | –    | 2R   | –    | –    | –    | 1R   | 2R   |
| Roland Garros   | –    | –    | –    | –    | –    | 2R   | 1R   |
| Wimbledon       | –    | 2R   | 3R   | 1R   | –    | 2R   | 2R   |
| US Open         | 1R   | 1R   | 2R   | –    | –    | 1R   | –    |

### Prestatietabel grand slam, dubbelspel
| Toernooi        | 2006 | 2007 | 2008 | 2009 | 2010 | 2012 | 2013 |
| --------------- | ---- | ---- | ---- | ---- | ---- | ---- | ---- |
| Australian Open | –    | –    | –    | –    | –    | –    | –    |
| Roland Garros   | –    | –    | –    | –    | –    | –    | –    |
| Wimbledon       | –    | –    | 1R   | –    | 2R   | –    | 3R   |
| US Open         | 1R   | 3R   | 1R   | 2R   | –    | 3R   | –    |